# Star One
Star One is een Nederlandse progressievemetalband rond Arjen Anthony Lucassen, bekend van Ayreon.
Lucassen heeft uitdrukkelijk gesteld dat Star One voor hem een zijproject was, bedoeld om tijdelijk "minder serieuze" muziek te schrijven dan hij bij Ayreon gewoon was. Niettemin heeft de muziek van Star One alle elementen van de progressieve metal: lange nummers, veelvuldig gebruik van de synthesizer, gitaarsoli en een voor metal rijk harmonisch verloop. De muziek is echter zwaarder en mist de abrupte overgangen die het werk van Ayreon karakteriseren. De teksten zijn gewijd aan sciencefictionthema's. Zowel de thematiek als muzikale inspiratiebronnen maken dat de band ook in het genre spacemetal te plaatsen is.
Waar de eerste twee studioalbums, Space Metal (album) en Victims of the Modern Age, nog gebruik maakten van dezelfde vier zangers (Russell Allen, Damian Wilson, Dan Swanö en Floor Jansen), week Lucassen hier vanaf op het album Revel in Time, waarop naast deze vier zangers nog vele anderen hun opwachting maakten: onder anderen Jeff Scott Soto en Tony Martin (Brits zanger) waren hierop te horen. Op dit album gaat elk nummer over een film waarin tijdreizen voorkomt, zoals het openingsnummer Fate of Men (met gastzangeres Brittney Slayes van de band Unleash The Archers), dat gaat over The Terminator. Zware Metalen gaf een positieve review met als conclusie:

De elf nummers zijn stuk voor stuk een lust voor het oor en zullen de fans van stevige, uit gitaarriffs opgetrokken hardrock zeker bekoren.

## Discografie

### Albums
| Album met eventuele hitnotering(en) in de Nederlandse Album Top 100 | Datum van verschijnen | Datum van binnenkomst | Hoogste positie | Aantal weken | Opmerkingen |
| ------------------------------------------------------------------- | --------------------- | --------------------- | --------------- | ------------ | ----------- |
| Space metal                                                         | 21-05-2002            | 11-05-2002            | 60              | 2            |             |
| Live on earth                                                       | 2003                  | -                     |                 |              |             |
| Victims of the modern age                                           | 29-10-2010            | 06-11-2010            | 21              | 2            |             |
| Revel in time                                                       | 18-02-2022            | 25-02-2022            | 1               | 1*           |             |

- Bibliothèque nationale de France: cb16204777t (data)
- International Standard Name Identifier: 0000 0001 0806 7419
- MusicBrainz: 949390af-84b8-4fe0-8b65-58a25efa6401
- Virtual International Authority File: 145040788